# Xã South River, Quận Marion, Missouri
Xã South River (tiếng Anh: South River Township) là một xã thuộc quận Marion, tiểu bang Missouri, Hoa Kỳ. Năm 2010, dân số của xã này là 369 người.